# Regiunea Tadla-Azilal
Regiunea Tadla-Azilal a fost una dintre cele 16 unități administrativ-teritoriale de gradul I ale Marocului în 1997-2015. Reședința sa era orașul Béni Mellal.